# حمحم
الحِمْحِم (الاسم العلمي: Borago) هو جنس من النباتات يتبع الفصيلة الحمحمية من طبقة النجمياوايات.

## أنواع الحمحم
- حمحم طويل الأوراق (الاسم العلمي:Borago longifolia)
- حمحم موريسياني (الاسم العلمي:Borago morisiana)
- حمحم طبي (الاسم العلمي:Borago officinalis)
- حمحم قزمي (الاسم العلمي:Borago pygmaea)
- حمحم ترابوتي (الاسم العلمي:Borago trabutii)
- حمحم قسطنطيني (الاسم العلمي:Borago constantinopolitana)
- حمحم هندي (الاسم العلمي:Borago indica)
- حمحم منتفخ (الاسم العلمي:Borago inflata)
- حمحم كبير الأسدية (الاسم العلمي:Borago macranthera)
- حمحم شوكي (الاسم العلمي:Borago spinulosa)
- حمحم منتن (الاسم العلمي:Borago tristis)

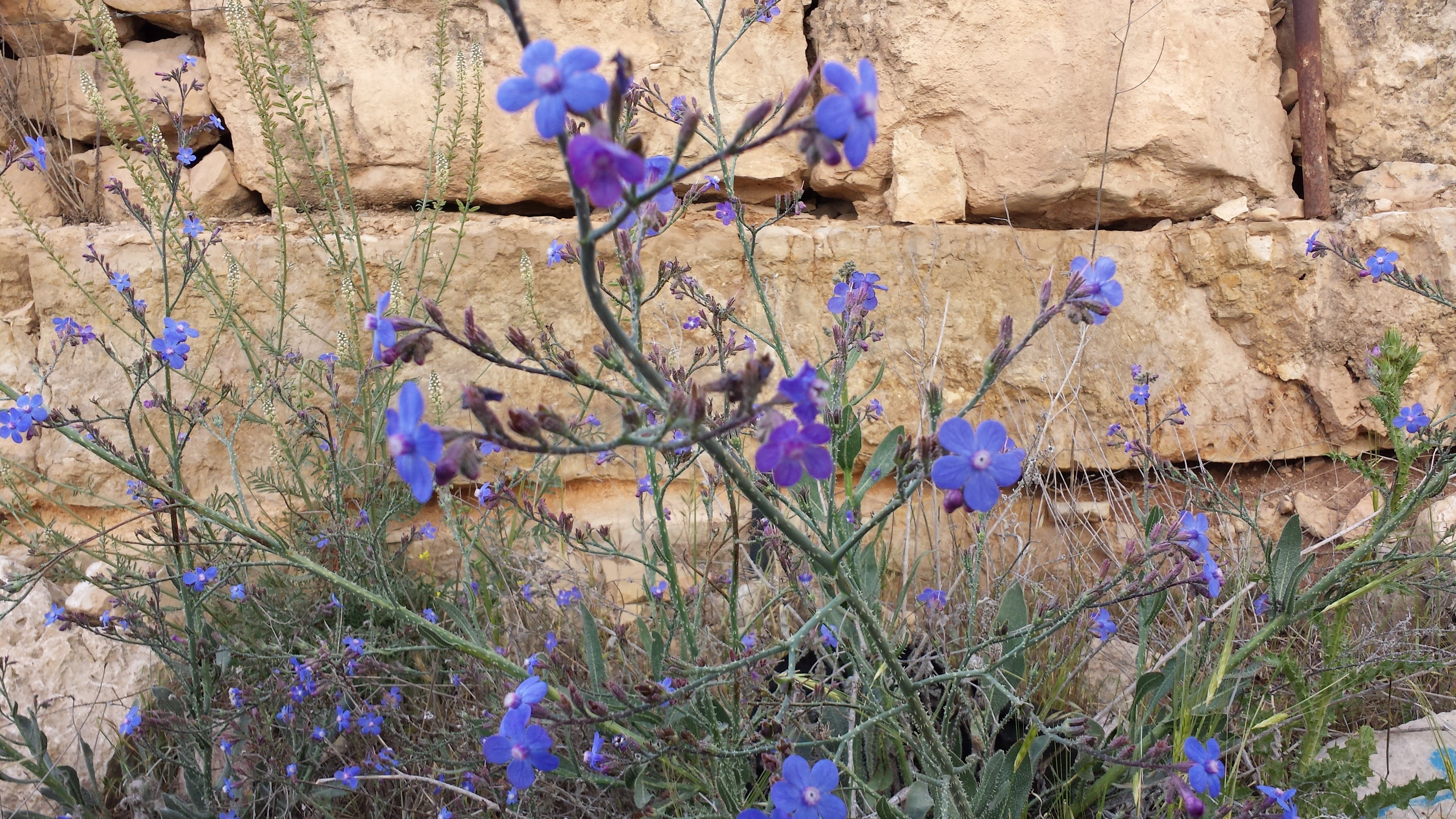
نبات الحِمحِم في فلسطين